# Oʻzbekiston Temir Yoʻllari

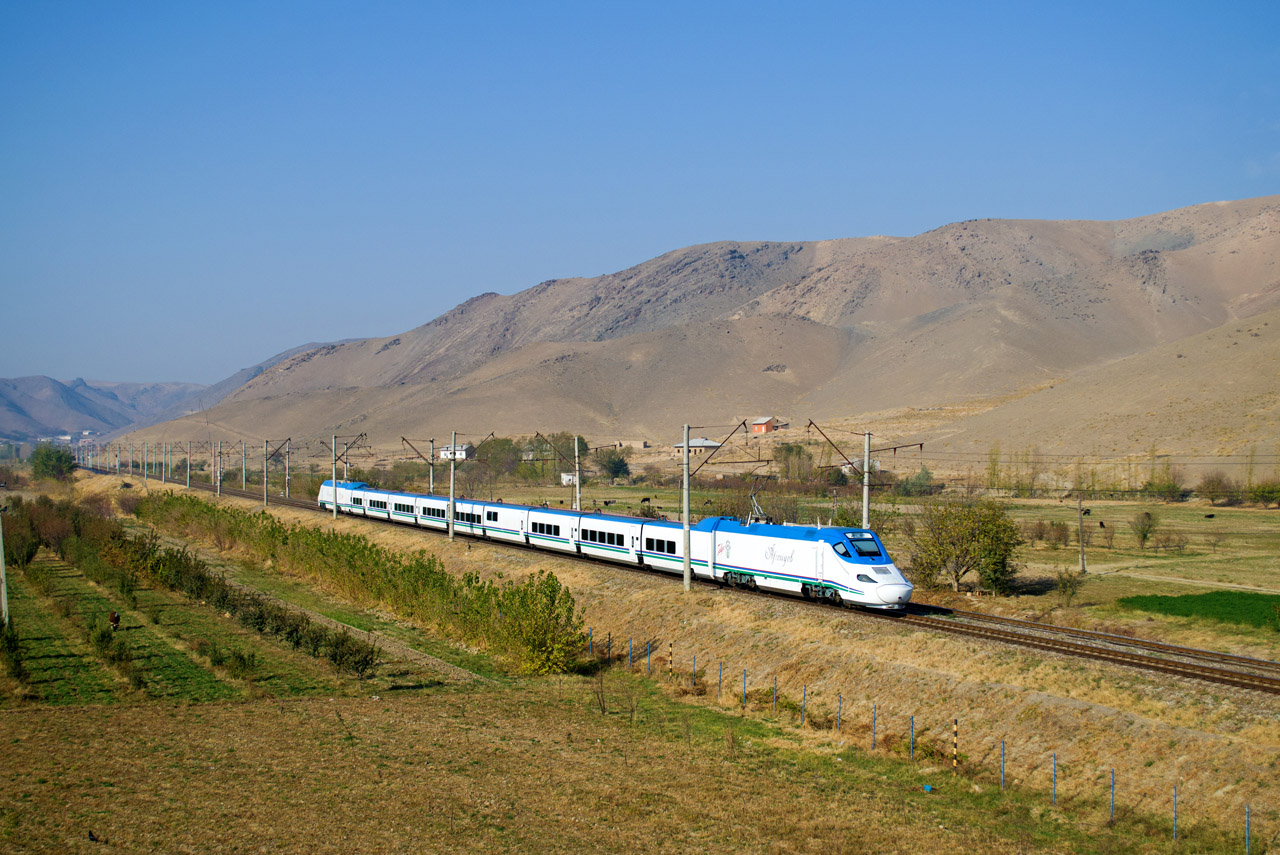
Hochgeschwindigkeitszug Afrosiyab unterwegs

Die Oʻzbekiston Temir Yoʻllari (deutsch: Usbekische Eisenbahnen) (UTY / OTY) ist die Staatsbahn von Usbekistan.

## Geschichte

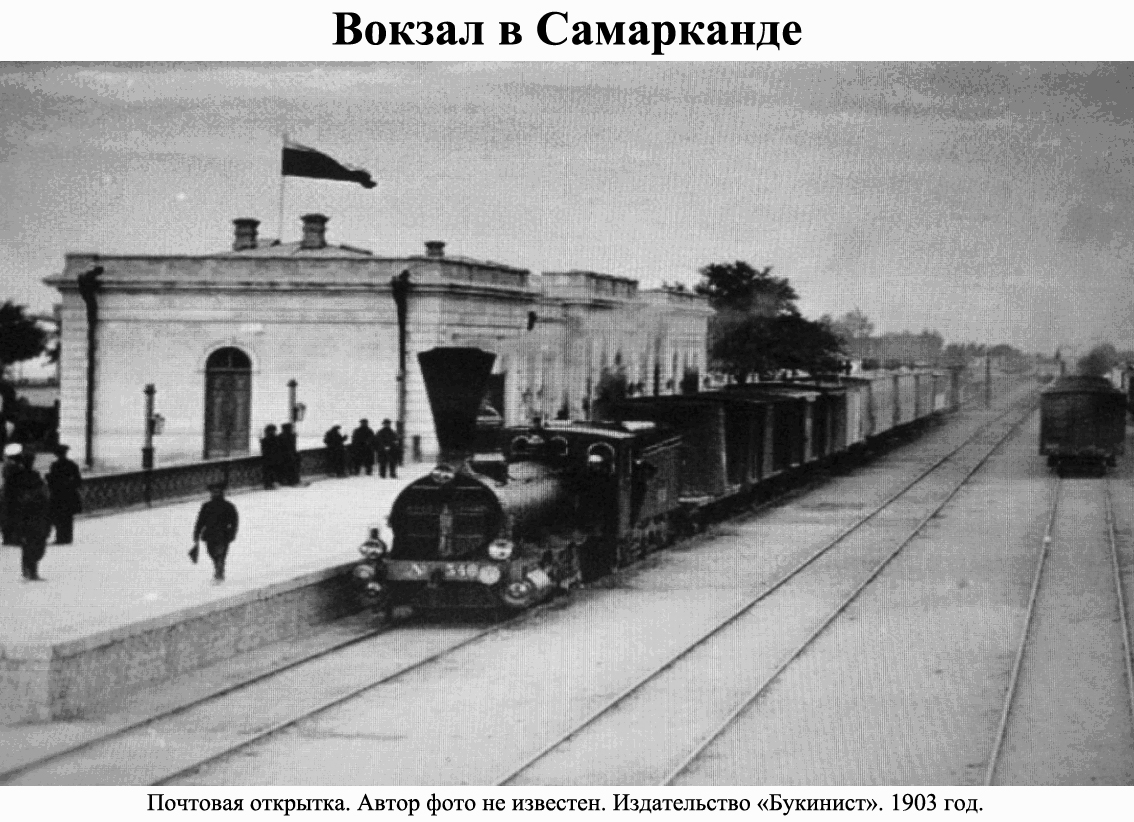
Bahnhof von Samarkand 1903

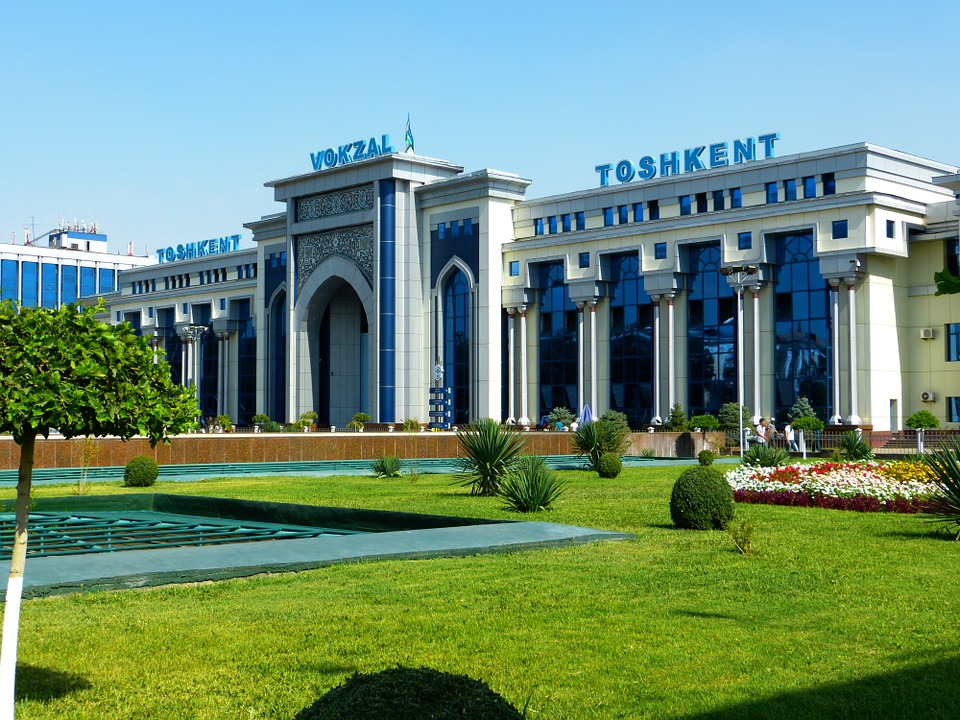
Hauptbahnhof von Taschkent heute

Das Eisenbahnnetz wurde nach der Unabhängigkeit von Usbekistan 1991 aus dem Bestand der Sowjetischen Eisenbahnen übernommen und weist deshalb im Wesentlichen auch heute noch dessen Parameter auf, insbesondere die Spurweite von 1520 mm. Am 7. November 1994 wurde die OTY gegründet. Die Unabhängigkeit Usbekistans bedeutete auch, dass nun die Grenzen zu den Nachbarrepubliken Staatsgrenzen wurden. Beim Bau der Eisenbahn in russischer und sowjetischer Zeit war darauf nicht geachtet worden. Die neuen Grenzen zerschnitten nun Bahnstrecken.
Auch deshalb wurde das Schienennetz seit der Unabhängigkeit um rund 2500 Kilometer verlängert und weitere 1170 km Strecke wurden saniert. Die neu gebauten Strecken vermieden Transitfahrten durch Nachbarstaaten. Wichtigste Neubaustrecken sind:
- Navoiy–Uchkuduk–Nukus (342 km)[6]
- Tashguzar–Baysun–Kumkurgan (223 km)[7]
- Angren–Pap (124 km)[8]
- Buchara–Misken[9]
- Urgench–Khiva[10]
- Hairaton–Mazar-i-Sharif[11] (Afghanistan)
- Nazarhan–Shovot (85 km)[12]

Darüber hinaus wurden die Bahnstrecken
- Samarkand–Buchara und
- Qarshi–Kitob

für den Hochgeschwindigkeitsverkehr ausgebaut.
Auch die Elektrifizierung wurde nach der Unabhängigkeit vorangetrieben. Dazu gehören die Strecken um Taschkent, also im Wesentlichen von der Hauptstadt in den Südwesten und das benachbarte Kasachstan sowie:
- Samarkand–Qarshi (140 km), gebaut ab 2012, fertig gestellt im August 2015[15]
- Pap–Kokand–Margilan–Andijan (186 km), fertig gestellt im Juni 2016[16]
- Angren–Pap (124 km, Neubaustrecke, von Anfang an elektrifiziert), fertig gestellt im Juni 2016[17]
- Samarkand–Buchara (291 km), fertiggestellt im August 2016[18]
- Qarshi–Termez (325 km), fertiggestellt im Januar 2018[19]

## Das Unternehmen

### Organisation
Zum 1. Februar 2019 wurde in Usbekistan ein Verkehrsministerium neu geschaffen, dem auch die Eisenbahn untersteht. Minister wurde der erste stellvertretende Premierminister, Ramatov Achilbai Zhumaniyazovich, der einige Jahre lang Chef der OTY war.
Der Hauptsitz der OTY befindet sich in Taschkent. Im Zeitraum von 2016 bis 2018 wurden $US 2 Mrd. in die OTY investiert.
Die OTY ist als Aktiengesellschaft mit einer Reihe von Subunternehmen organisiert. Dazu gehören Produktionsstätten für Personen- und Güterwagen. 2024 wurden hier 2231 Güterwagen und 12 Personenwagen gebaut. Darüber hinaus betreibt die OTY Stahl verarbeitende Betriebe, die Zubehörteile für Eisenbahnfahrzeuge und Eisenkleinteile für den Oberbau herstellen, um den Importbedarf zu reduzieren, sowie Reparaturwerkstätten für Fahrzeuge. Darüber hinaus werden auch Komponenten für Straßen- und Luftfahrzeuge hergestellt. 2023 wurde eine umfassende Bahnreform eingeleitet. Dabei wurden 29 Firmen, die bis dahin zur OTY gehörten, aber nicht unmittelbar dem Bahnbetrieb dienten, ausgegliedert.
Die Metro Taschkent wurde 2016 in die OTY eingegliedert.
Die OTY ist Mitglied der OSShD (seit 1994) und der UIC. Mit der Deutschen Bahn AG besteht eine Kooperationsvereinbarung.

### Personal
Die OTY hatte 2019 noch 93.000 Beschäftigte, von denen knapp 50.000 im Eisenbahnbetrieb selbst arbeiten, die Übrigen in angegliederten Unternehmen. 2024 war diese Zahl auf 65.700 / 50.000 zurückgegangen.
Die Ausbildung des Personals erfolgt im Institut für Eisenbahnverkehr und -ingenieurwesen Taschkent und in drei Berufsfachschulen in Taschkent, Samarkand und Kokand. Das Institut in Taschkent bietet vier Fachrichtungen: Verkehrsorganisation und Logistik, Elektromechanik, Konstruktion und Wirtschaft. Es führt jährlich 1200 Absolventen zu einem Bachelor- und 100 zu einem Master-Abschluss. Darüber hinaus werden hier jährlich etwa 2000 Mitarbeiter der Bahn fortgebildet.
Die Eisenbahn-Berufsfachschule in Taschkent bildet jedes Jahr mehr als 300 Lokomotivführer aus.
Etwa 200 Akademiker der OTY befanden sich 2019 in Ausbildungseinrichtungen der Russischen Föderation.

## Infrastruktur

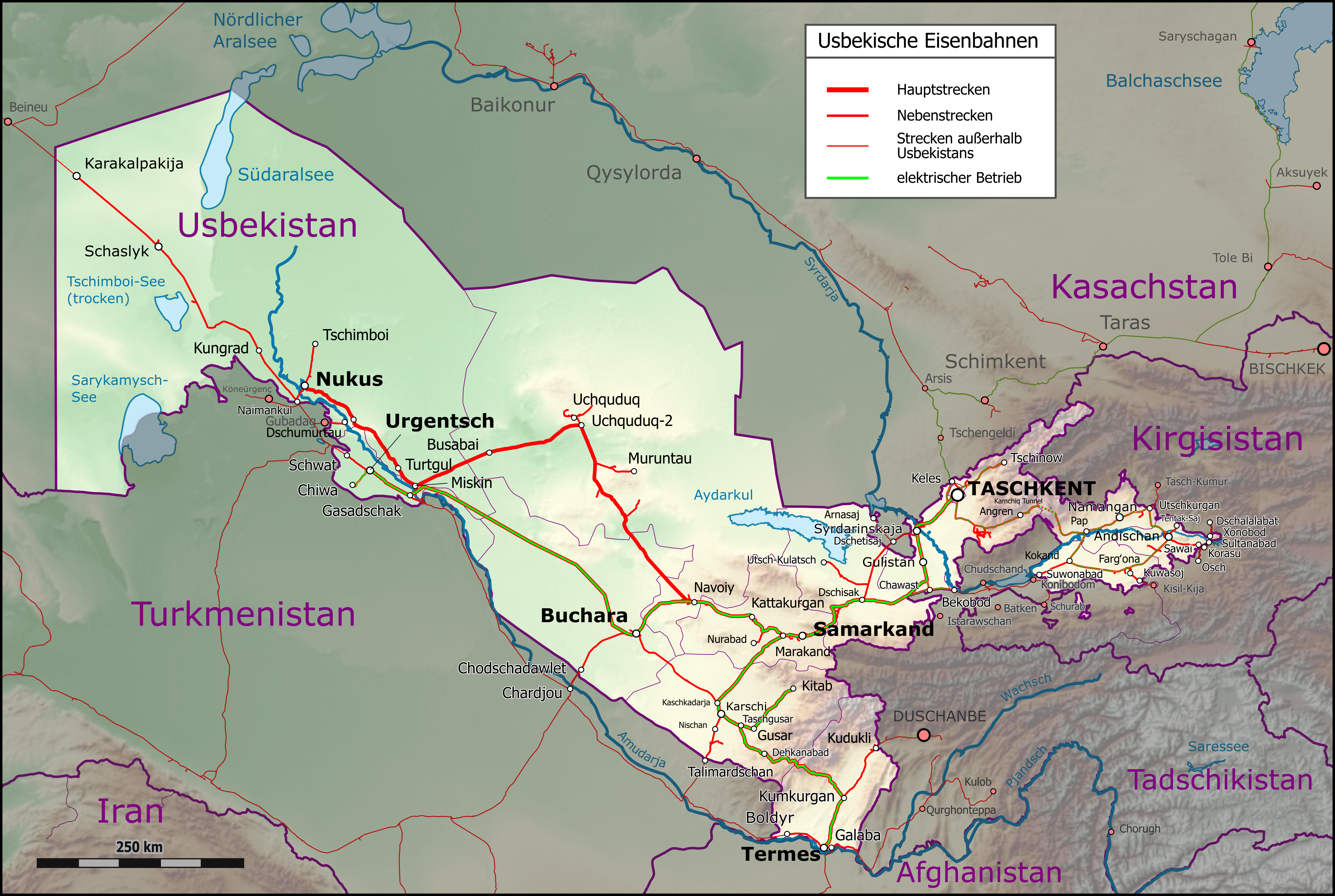
Netz der Usbekischen Eisenbahnen (teilweise veralteter Stand)

### Parameter
Der Großteil des Streckennetzes mit der Spurweite 1520 mm ist eingleisig. Es ist 7488 km lang, 3329 km davon sind mit Wechselspannung 25 kV / V 50 Hz elektrifiziert (Stand: 2024). Der überwiegende Teil der Elektrifizierung (etwa 3.000 km) erfolgte nach der Unabhängigkeit, 1158 km zwischen 2010 und 2018. Die Elektrifizierung der Strecken wird weiter vorangetrieben. Die zulässige Höchstgeschwindigkeit beträgt in einigen Abschnitten 250 km/h.

### Einzelne Strecken
- Die Hauptstrecke der OTY ist die Verbindung Taschkent–Samarkand–Buchara / Qarshi. Zwischen Taschkent und Buchara wurde sie für Geschwindigkeiten bis zu 250 km/h ausgelegt. An einem entsprechenden Ausbau der Strecke bis Urganch wird gearbeitet. An der Elektrifizierung der Strecke wird seit 2022 unter Mitwirkung der DB Engineering & Consulting gearbeitet.[38]
- Der Westen des Landes ist über die Strecke Buchara–Nukus/Urgentsch angebunden.
- Am 22. Juni 2016 wurde die Strecke Angren–Pop mit dem 19,2 km langen Kamchiq-Tunnel eröffnet. Damit wurde die Eisenbahn im Ferghana-Tal, bis dahin ein Inselbetrieb, an das Streckennetz des übrigen Landes angeschlossen.

- Das Streckennetz der Usbekischen Eisenbahnen ist mit den Nachbarländern verbunden. Der wichtigsten Grenzübergänge sind:
  - Keles nördlich von Taschkent an der Grenze zu Kasachstan,
  - Bekobod an der Grenze zu Tadschikistan und
  - Galaba an der Grenze zu Afghanistan.

### Bahnhöfe
16 Bahnhöfe des Personenverkehrs wurden seit der Unabhängigkeit neu gebaut und 14 grundlegend erneuert, darunter der Südbahnhof in Taschkent.

## Fahrzeuge

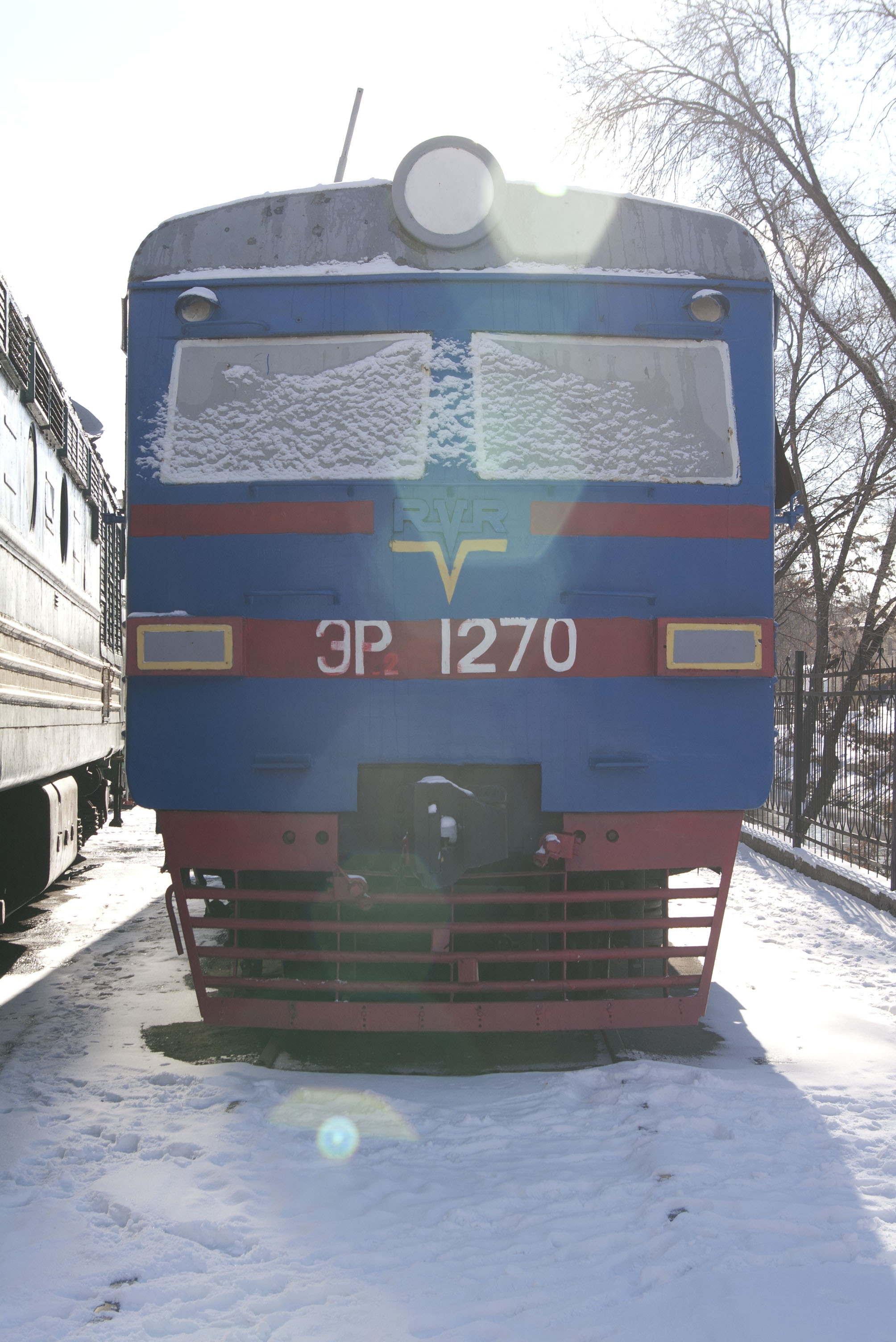
ER2 der Usbekischen Eisenbahn

Die OTY hat 500 Lokomotiven und Triebwagen, etwa 20.000 Güterwagen und 700 Personenwagen.
Die Diesellokomotiven werden in neun Bahnbetriebswerken unterhalten. Der Fahrzeugbestand umfasst einteilige Streckenlokomotiven ТЭП70, Doppellokomotiven der Baureihen 2ТЭ10M, 2ТЭ10Л und 2ТЭ10В, dreiteilige 3ТЭ10M und UzTЭ16M3, sowie Rangierlokomotiven der Baureihen ЧМЭ3 und ТЭМ-Baureihen.
Bei den Elektrolokomotiven gibt es elf 2013 in China gebaute Co'Co'-Lokomotiven der Baureihe O'ZEL von CNR Dalian, die der MTAB IORE Lokomotive ähnlich sind, aber zwei Führerstände haben.
Bei den Triebzügen sind vier von Talgo gebaute, der RENFE-Baureihe 130 ähnliche, Gliederzüge das Premium-Angebot der OTY im Personenverkehr.
2024 stellte die OTY 12 Personenwagen selbst her und kaufte 28 weitere. In den Jahren 2023/2024 wurde die Zahl der Personenzugverbindungen verdoppelt.

## Verkehr

### Personenverkehr

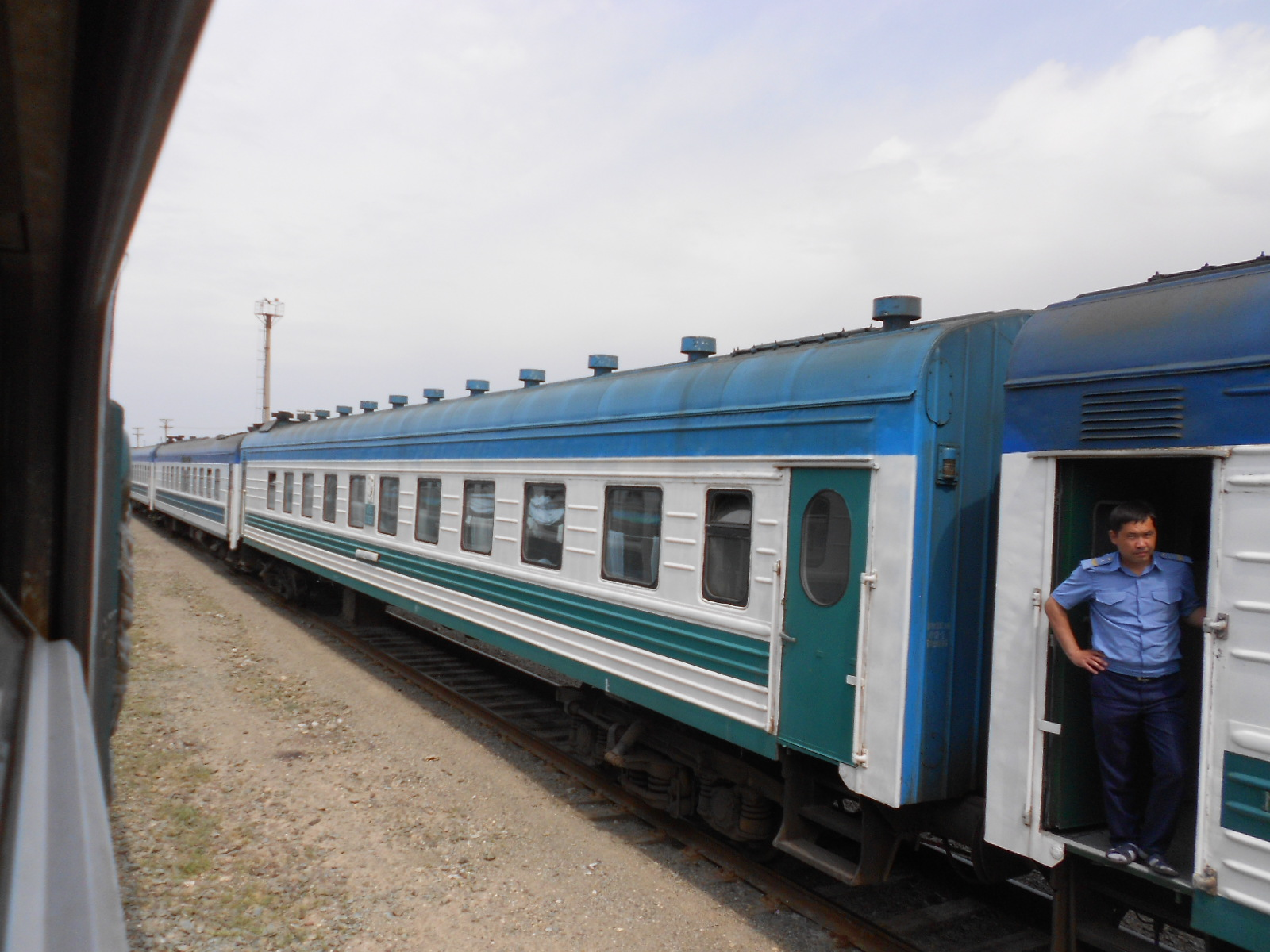
Fernreisezug im Bahnhof Karaosek

Im Berichtszeitraum 2018 bis 2024 nutzten 127,5 Mio. Reisende die Bahn und legten dabei 31,7 Mrd. Passagier-Kilometer zurück.
Seit
- 2003 verkehrt zwischen Taschkent und Samarkand der Registon mit einer Fahrtzeit von drei Stunden und 40 Minuten.
- 2005 verkehrt der Sharq zwischen Taschkent und Kogon (nahe Buchara) mit einer Fahrtzeit von sieben Stunden.
- 2011 verkehrt auf der Strecke Taschkent–Samarkand unter dem Namen Afrosiyob ein 250 km/h schneller Talgo-Zug. Die Züge bedienen inzwischen darüber hinaus auch Jizzax, Buchara, Qarshi, Shahrisabz und Navoiy. Sie führen drei Klassen (VIP, Business und Economy). Planmäßig verkehren sie mit einer Höchstgeschwindigkeit von 230 km/h.[45]

2023/2024 wurde die Zahl der Personenzugverbindungen verdoppelt.
Im touristischen Sektor verkehrt der russische Luxuszug „Golden Eagle“ zwischen Moskau und Dostyk (Druszba) auch durch Usbekistan. Die OTY betreibt einen eigenen Luxuszug für Touristen unter dem Namen „Afsona“ und fährt für ein deutsches Reisebüro zwei Mal im Jahr einen Sonderzug durch das Land.

### Güterverkehr

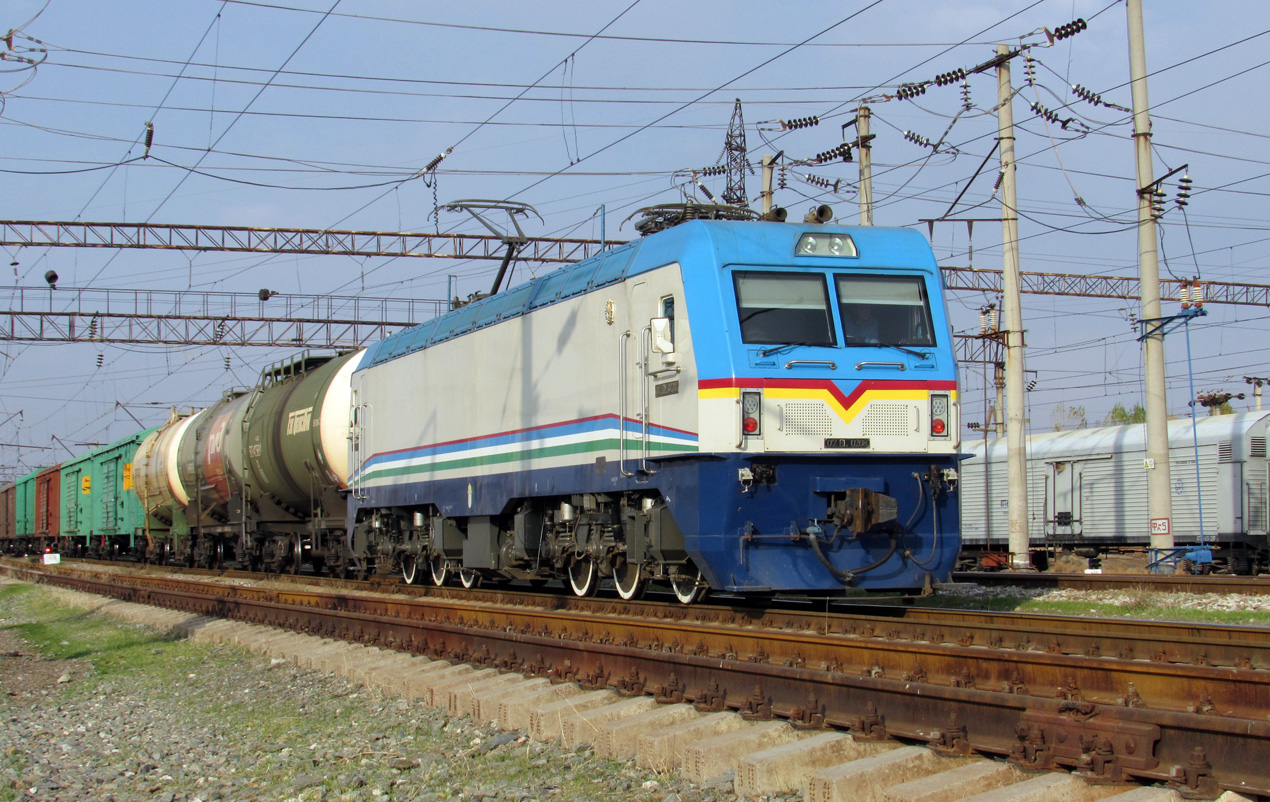
Güterzug, vorgespannt O'ZEL-0208 im Bahnhof Daliguzar

Der Anteil der Eisenbahn am Güterverkehr beträgt in Usbekistan 55 %. 2016 bis 2024 transportierte die Bahn 606,5 Mio. t Güter. Von den 208 Mrd. Tonnenkilometern entfielen 11 % auf den Exportverkehr, 14 % auf den Importverkehr und 23 % auf den Transitverkehr.
In Andijan arbeitet ein großes Logistikzentrum, in dem auch auf Lkw aus China kommende Güter – insbesondere Container – auf die Eisenbahn umgeladen werden.

## Wissenswert
- Der Fußballclub Lokomotiv Taschkent, mehrfacher usbekischer Fußballmeister, wird wesentlich vom eisenbahneigenen Betriebssport getragen und von der OTY gesponsert.[51]
- Die OTY unterhält ein Eisenbahnmuseum[52] in Taschkent.[53]
- Zum 2. August 2017 wurde der „Tag der Eisenbahner“ eingeführt, der seitdem jeden ersten Sonntag im August stattfindet.[54]